# 宇宙船地球号 (アルバム)
『宇宙船地球号』（うちゅうせんちきゅうごう）は、1980年12月16日に発売されたレイジーのアルバム。

## 概要
「ヘヴィー・メタル宣言」の後、シングル「感じてナイト」を経て発売された本作は、「赤頭巾ちゃん御用心」に代表されるデビュー当時のアイドル的なイメージから完全に脱却してレイジー本来の路線であるハードロックへの回帰を図ったものである。オリジナルアルバムでは唯一、メンバーの名前の欄に本名のみが記載された。高崎晃が全9曲中5曲を作曲しており、LOUDNESSのプロローグ的なアルバムでもある。
当時の所属事務所の社長だった藤田浩一とアウト・キャストで共に活動したことがあり、その後は浜田省吾との活動でも知られた水谷公生も作曲や編曲に携わっているほか、この頃プロデュースを担当していた伊集院静が「伊達歩」名義で作詞に参加している。ジャケットイラストは生頼範義が担当。
1999年発売のデジタル・リマスター盤の中村俊夫による解説文に「LOUDNESSが解散した」と書かれているが、実際にはメンバー編成とコンセプトが変更された上で2000年以降も活動している。詳細はLOUDNESS#第4期（1994〜2000）及びそれ以降を参照の事。

## 収録曲
| #  | タイトル                 | 作詞                  | 作曲     | 編曲             |
| -- | ------------------------ | --------------------- | -------- | ---------------- |
| 1. | 「DREAMER」              | 高崎晃 補作詞：伊達歩 | 高崎晃   | レイジー         |
| 2. | 「DREAMY EXPRESS TRIP」  | 伊達歩                | 水谷公生 | 高崎晃、水谷公生 |
| 3. | 「天使が見たものは」     | 伊達歩                | 高崎晃   | レイジー         |
| 4. | 「TIME GAP」             | 伊達歩                | 水谷公生 | レイジー         |
| 5. | 「遥かなるマザーランド」 | (Instrumental)        | 高崎晃   | レイジー         |

| #  | タイトル                      | 作詞                    | 作曲     | 編曲     |
| -- | ----------------------------- | ----------------------- | -------- | -------- |
| 6. | 「EARTH ARK（宇宙船地球号）」 | 伊達歩                  | 高崎晃   | レイジー |
| 7. | 「僕らの国でも」              | 伊達歩                  | 水谷公生 | 水谷公生 |
| 8. | 「美しい予感」                | 伊達歩                  | 高崎晃   | レイジー |
| 9. | 「LONELY STAR」               | 田中宏幸 補作詞：伊達歩 | 田中宏幸 | レイジー |

| #   | タイトル                   | 作詞   | 作曲     | 編曲     |
| --- | -------------------------- | ------ | -------- | -------- |
| 10. | 「感じてナイト」           | 伊達歩 | 水谷公生 | レイジー |
| 11. | 「星のハーティー・ロード」 | 伊達歩 | 水谷公生 | 水谷公生 |
| 12. | 「ガラスのハート」         | 伊達歩 | 水谷公生 | 水谷公生 |

## 曲解説
1. DREAMER
2. DREAMY EXPRESS TRIP
シングル「感じてナイト」のB面。高崎晃がリードボーカル。
タイトルはシングルでは片仮名表記だったが、アルバムでは英字表記になっている。
3. 天使が見たものは
4. TIME GAP
5. 遥かなるマザーランド
レイジー唯一のインストゥルメンタル。
6. EARTH ARK（宇宙船地球号）
7. 僕らの国でも
アルバムのコンセプトのスタートとなった曲。伊達がメンバーにどういう曲を歌いたいか尋ね、それに対するメンバーの答えを基に作詞したという[2]。
8. 美しい予感
田中宏幸がリードボーカル。
9. LONELY STAR
10. 感じてナイト 以下ガラスのハートまで08年Paper Sleeve Collectionのみ収録
11作目のシングル。
11. 星のハーティー・ロード
12作目のシングル。井上俊次がリードボーカル。
12. ガラスのハート
「星のハーティー・ロード」のB面。田中がリードボーカル。